# Кисляк Ганна Василівна
Ганна Василівна Кисляк (нар. 1922, село Варва, тепер смт. Варвинського району Чернігівської області — ?) — українська радянська діячка, трактористка Варвинської МТС Варвинського району Чернігівської області. Депутат Верховної Ради УРСР 2-го скликання.

## Життєпис
Народилася у родині селянина-бідняка. У 1938 році закінчила неповну середню школу. У 1938—1940 роках — робітниця Ладанського заводу Чернігівської області.
У 1940 році закінчила курси трактористів. У 1940—1941 роках — обліковець тракторної бригади Варвинської машинно-тракторної станції (МТС) Варвинського району Чернігівської області.
З 1943 року — трактористка Варвинської машинно-тракторної станції (МТС) Варвинського району Чернігівської області. Виконувала денні норми тракторних робіт на 130—160%.

## Нагороди
- медаль «За доблесну працю у Великій Вітчизняній війні 1941—1945 років»
- значок «Відмінний тракторист»